# Нарышкинский стиль

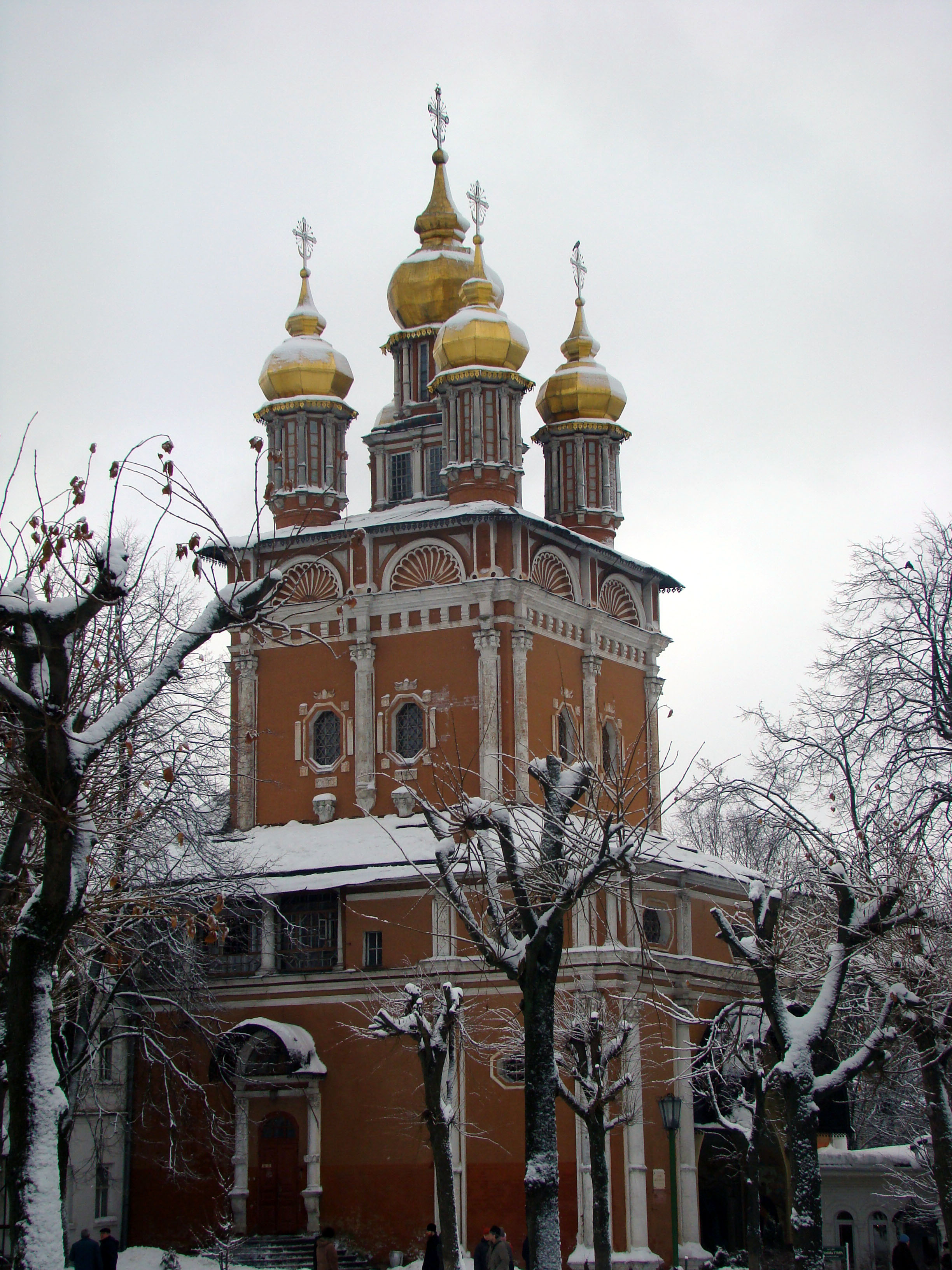
Надвратная Предтеченская церковь Троицкой лавры

Нарышкинское барокко (нарышкинский стиль) — стилистическое направление в русской архитектуре конца XVII — начала XVIII века, частный случай московского барокко, отличающий от нормативных построек данного стиля рядом своих характерных особенностей.
Термин «барокко» в названии стиля используется условно: импортированный с Запада стиль барокко появился в России чуть позже, при Петре Первом. Первые, достаточно скромные по оформлению, постройки этого стиля в России известны как петровское барокко. При этом, петровское барокко какое-то время сосуществовало с нарышкинским, с которым его перепутать невозможно (нормативный пример петровского барокко — Петропавловский собор в Санкт-Петербурге, нормативный пример нарышкинского барокко — церковь Покрова в Филях в Москве).
Нарышкинское барокко было тесно связано с влиятельным родом Нарышкиных, из которого происходила мать Петра Великого (однако, заказчиками зданий в этом стиле выступали не только Нарышкины). Приблизительные хронологические рамки стиля: 1685—1715 годы.
Фактически, стиль нарышкинское барокко отражал стремление изменить традиции русской архитектуры, не прибегая к полному заимствованию с Запада, путём создания нового, оригинального стиля, использующего лишь отдельные, переработанные западные черты.
Основные постройки нарышкинского стиля сосредоточены в Москве и её окрестностях, и принадлежат к числу наиболее значительных явлений в русской архитектуре вообще.

## Споры о термине
Ошибочность последнего наименования отмечали И. Э. Грабарь, А. И. Некрасов, О. М. Иоаннисян. Б. Р. Виппер соотносил нарышкинскую архитектуру не с барокко, а с западноевропейским маньеризмом. И. Л. Бусева-Давыдова предложила понятие «нарышкинской стиль». Это условное название стиля русской архитектуры последних десятилетий XVII — первых лет XVIII в., основными особенностями которого является широкое применение элементов архитектурного ордера, «русского узорочья» в качестве декора из красного кирпича и белого камня, иногда с включением поливных изразцов, использование центрических композиций в храмовой архитектуре.
Своим названием архитектурное течение обязано молодому боярскому роду Нарышкиных, сторонников европейских преобразований царя Петра, в чьих московских и подмосковных имениях были построены церкви с элементами архитектуры маньеризма. В то же время «нарышкинская» архитектура — широко распространенное явление, имеющее отношение ко многим заказчикам.
Главное значение нарышкинского стиля состоит в том, что именно он стал связующим звеном между архитектурой старой патриархальной Москвы и новым стилем (петровским барокко) возводимого в западноевропейском духе Санкт-Петербурга. Существовавший одновременно с нарышкинским, более близкий к западноевропейскому барокко голицынский стиль (здания, возведённые в нём, иногда причисляют к нарышкинскому стилю либо используют для них обобщённое понятие «московское барокко») оказался лишь эпизодом в истории русского барокко и не смог сыграть подобной важной роли в истории русского зодчества.

## Название

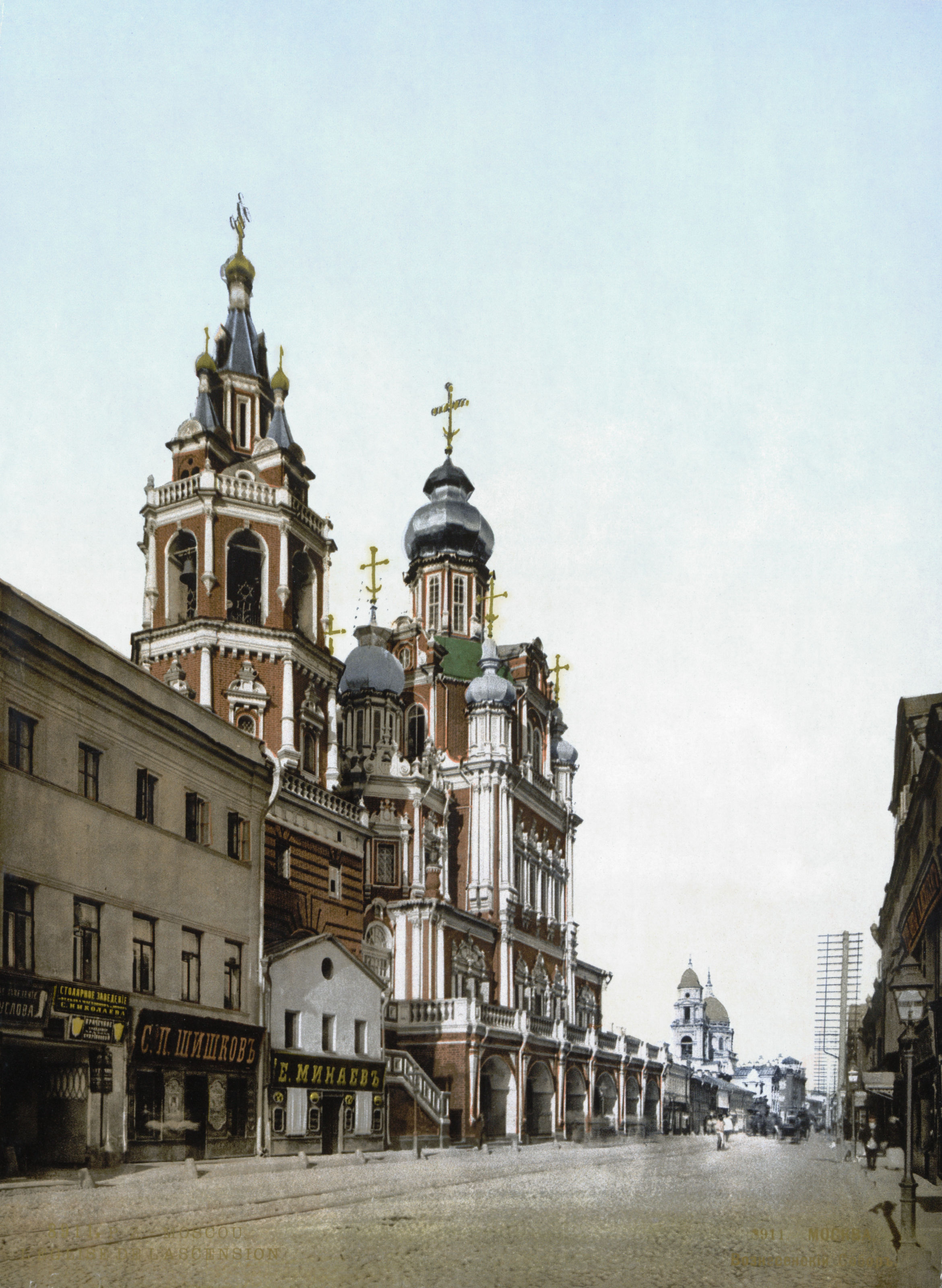
Успенская церковь на Покровке, в Москве

Название «нарышкинский» закрепилось за стилем после пристального изучения в 1920-е гг. Церкви Покрова, построенной в принадлежавших в конце XVII в. Нарышкиным Филях. С тех пор нарышкинскую архитектуру иногда называют «нарышкинским», а также, учитывая основной район распространения этого явления, «московским барокко». Однако возникает определённая сложность при сопоставлении этого архитектурного направления с западноевропейскими стилями, и связана она с тем, что, стадиально соответствуя раннему возрождению, нарышкинский стиль со стороны формы не поддаётся определению в категориях, сложившихся на западноевропейском материале, в нём присутствуют черты как барокко, так и ренессанса и маньеризма. В связи с этим предпочтительнее использовать имеющий длительную традицию употребления в научной литературе термин «нарышкинский стиль».

## Предпосылки к возникновению
В XVII в. в русском искусстве и культуре появилось новое явление — их обмирщение, выражавшееся в распространении светских научных знаний, отходе от религиозных канонов, в частности, в зодчестве. Примерно со второй трети XVII в. начинается формирование и развитие новой, светской, культуры.
В архитектуре обмирщение выражалось прежде всего в постепенном отходе от средневековых простоты и строгости, в стремлении к внешней живописности и нарядности. Все чаще заказчиками строительства церквей становились купцы и посадские общины. Это играло важную роль в характере возводимых построек. Был возведён ряд новых нарядных церквей, что, однако, не находило поддержки в кругах церковных иерархов, которые сопротивлялись обмирщению церковного зодчества и проникновению в него светского начала. Патриарх Никон в 1650-е годы запретил строительство шатровых храмов, выдвинув взамен традиционное пятиглавие, что способствовало появлению ярусных храмов.
Однако влияние светской культуры на русское зодчество продолжало усиливаться, также в него фрагментарно проникали некоторые западноевропейские элементы. После заключения Россией Вечного мира с Речью Посполитой в 1686 г. это явление приобрело больший размах: установившиеся контакты способствовали масштабному проникновению польской культуры в страну. Это явление не было однородным, поскольку тогда восточную окраину Речи Посполитой населяли близкие по культуре православные народы, и часть культуры, в том числе и сугубо национальных элементов, заимствовалась от них. Соединение особенностей различных стилей и культур, а также определённое «переосмысление» их русскими мастерами и определило специфичный характер нового возникнувшего архитектурного направления — нарышкинского стиля.

## Особенности

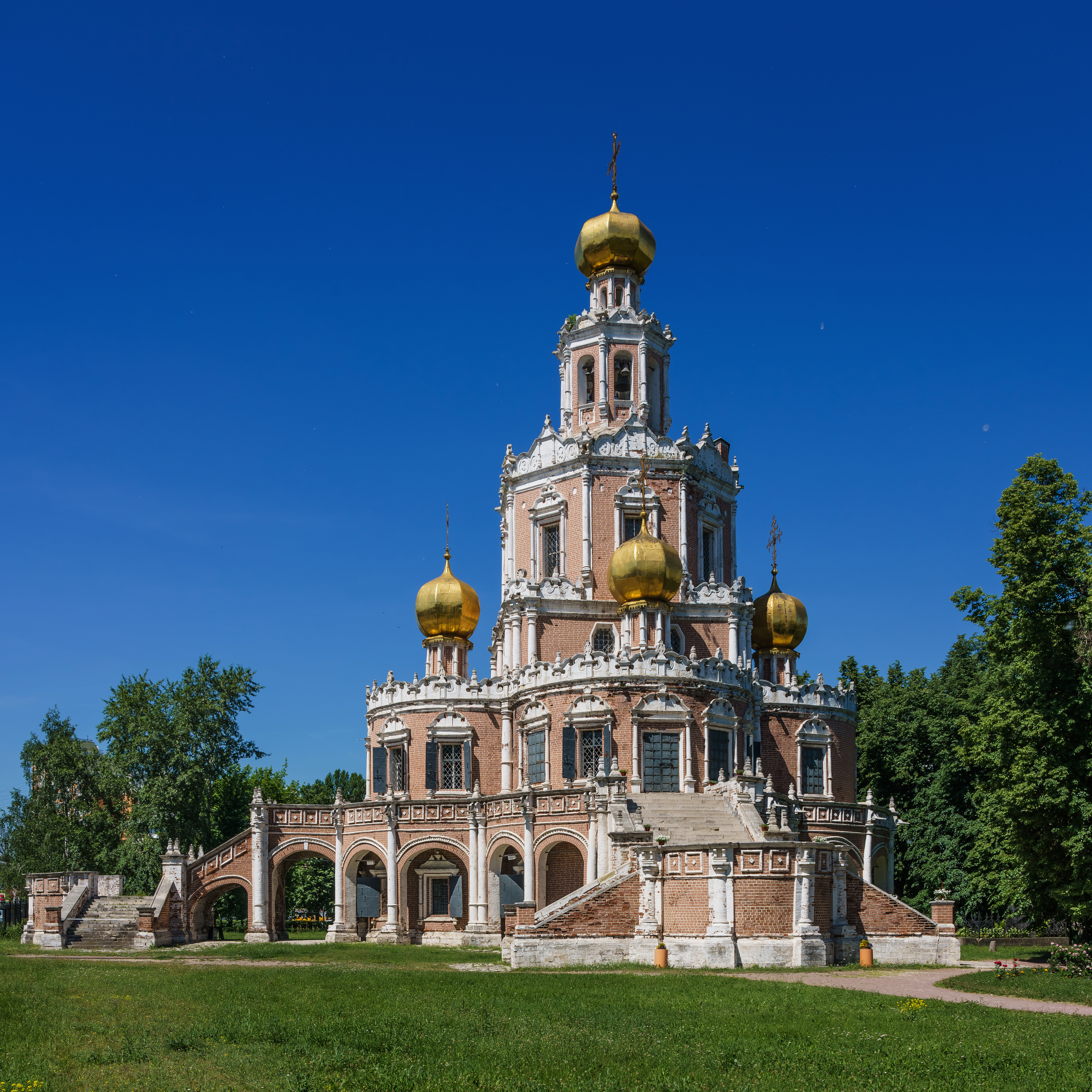
Храм Покрова Пресвятой Богородицы в Филях 1690—1694 гг.

«Нарышкинский стиль» тесно связан с узорочьем, но это в какой-то мере его дальнейшая стадия, в которой проступают преобразованные формы западноевропейской архитектуры — ордера и их элементы, декоративные мотивы, несомненно, барочного происхождения.
От архитектуры XVI века его отличает пронизывающая вертикальная энергия, скользящая по граням стен, и выбрасывающая пышные волны узоров.
Для зданий «нарышкинского стиля» характерны смешение противоречивых тенденций и течений, внутренняя напряжённость, разнородность структуры и декоративной отделки. В них присутствуют черты европейского барокко и маньеризма, отголоски готики, ренессанса, романтизма, слившиеся с традициями русского деревянного зодчества и древнерусской каменной архитектуры. Характерен двойственный масштаб — одного гигантского, вертикально устремлённого, и другого — миниатюрно-детального. Эта особенность нашла воплощение во многих архитектурных проектах в Москве в течение всей первой половины XVIII века. Многие традиции нарышкинского стиля можно обнаружить в проектах Ивана Зарудного (Меншикова башня), Василия Баженова и Матвея Казакова.
Элементы наружной отделки типично маньеристического стиля использованы не для расчленения и украшения стен, а для обрамления пролётов и украшения рёбер, как было принято в традиционном русском деревянном зодчестве. Противоположное впечатление производят элементы внутреннего декора. Традиционный русский растительный узор приобретает барочную пышность.
Характерное для европейского барокко непрерывное движение, динамика перехода лестниц от наружного пространства к внутреннему, в нарышкинском стиле не получило столь явного воплощения. Лестницы его скорее нисходящие, чем восходящие, изолирующие внутреннее пространство зданий от наружного. В них видимы скорее черты традиционного народного деревянного зодчества.
Лучшими образцами нарышкинского стиля считаются появившиеся центрические ярусные храмы, хотя параллельно с этой новаторской линией возводилось множество традиционных, бесстолпных, перекрытых сомкнутым сводом и увенчанных пятью главами церквей, обогащённых новыми архитектурными и декоративными формами — прежде всего, заимствованными из западноевропейской архитектуры элементами ордера, обозначившими тенденцию перехода от средневековой безордерной к последовательно ордерной архитектуре. Для нарышкинского стиля характерна также двуцветность сочетания красного кирпича и белого камня, использование полихромных изразцов, позолоченной деревянной резьбы в интерьерах, следующих традициям «русского узорочья» и «травяного орнамента». Сочетание красных кирпичных стен, отделанных белым камнем или гипсом, было характерно для зданий Нидерландов, Англии и Северной Германии.
Построенные в нарышкинском стиле здания нельзя назвать подлинно барочными в западноевропейском понимании. Нарышкинский стиль в своей основе — архитектурной композиции — оставался русским, и только отдельные, зачастую едва уловимые элементы декора заимствовались из западноевропейского искусства. Так, композиция ряда возведённых церквей противоположна барочной — отдельные объёмы не сливаются в единое целое, пластично переходя друг в друга, а поставлены один на другой и жёстко разграничены, что соответствует принципу формосложения, типичному для древнерусского зодчества. Иностранцами, равно как и многими россиянами, знакомыми с западноевропейскими образцами барокко, нарышкинский стиль воспринимался как исконно русское архитектурное явление.

## Постройки

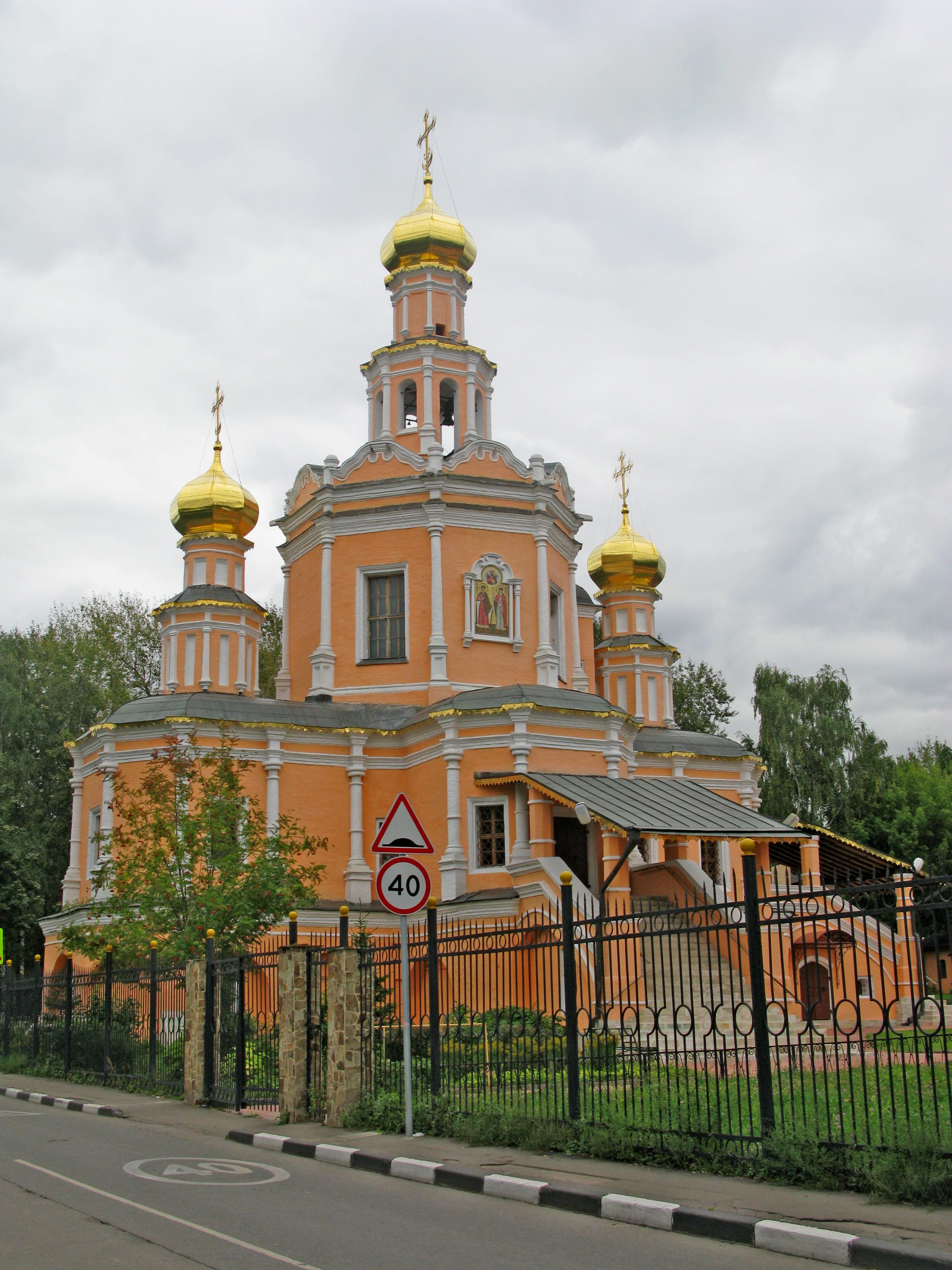
Церковь Бориса и Глеба в Зюзине — имении Бориса Ивановича Прозоровского, бездетного дяди Анастасии Прозоровской — жены князя Ивана Голицына

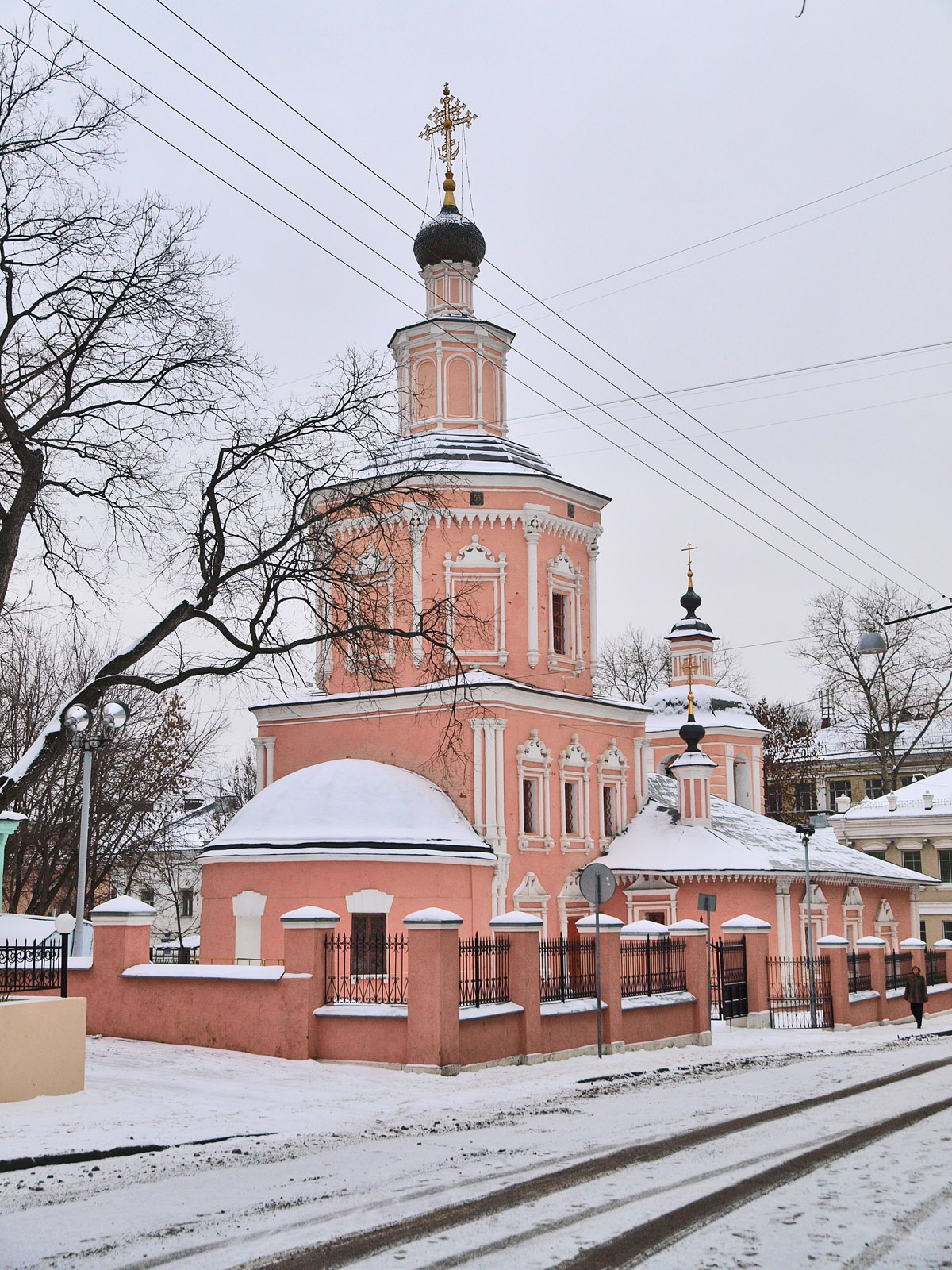
Храм Троицы Живоначальной в Хохлах построен в 1696 году женой окольничего Евдокией Чириковой (дочерью Абрама Лопухина, родной тёткой царицы Евдокии Лопухиной)

После падения Царевны Софьи и её фаворита Великого Голицына в 1689 году, пришедший к власти клан Нарышкиных (родственников матери Царя Петра) стал активно копировать царскую церковь Царевича Иоасафа в Измайлово в своих родовых имениях, в которых были возведены подобные нарядные многоярусные церкви из красного кирпича с резными белокаменными декоративными элементами (яркие примеры: Церковь Покрова в Филях (1690—1693), церковь Троицы в Троице-Лыкове (1698—1704), которым свойственны симметричность композиции, логичность соотношений масс и размещения пышного белокаменного декора, в котором свободно истолкованный ордер, заимствованный из западноевропейской архитектуры, служит средством зрительного связывания многосоставного объёма постройки.
«Церковь Покрова в Филях... — лёгкая кружевная сказка, задуманная и выполненная с таким совершенством, что соперничать с нею может только Покров на Нерли, да церкви и звонницы Пскова и Новгорода… чисто московская, а не европейская красота… Оттого-то стиль московского барокко имеет так мало общего с барокко западноевропейским, оттого он так неразрывно спаян со всем искусством, непосредственно ему на Москве предшествовавшим, и оттого для каждого иностранца так неуловимы барочные черты… Покрова в Филях или Успения на Маросейке, кажущихся ему совершенно такими же русскими, как и Василий Блаженный».

Игорь Грабарь, русский искусствовед
Церковь Покрова в Филях построена по принципам формосложения, типичным для русской архитектуры XVII века, представляя собой ярусный пятиглавый храм, в котором жёстко разграниченные объёмы колокольни и церкви расположены на одной вертикальной оси, так называемый восьмерик на четверике. Четверик, окружённый полукружиями апсид — сама церковь Покрова, а расположенный выше, на следующем ярусе, восьмерик — церковь во имя Спаса Нерукотворного, перекрытая восьмилотковым сводом. На нём возвышается ярус звона, выполненный в форме восьмигранного барабана и увенчанный ажурной позолоченной гранёной главой-луковкой, в то время как оставшиеся четыре главы завершают апсиды церкви. У основания церкви расположены гульбища, окружающие церковь просторные открытые галереи. В настоящее время стены храма выкрашены в розовый цвет, подчёркивающий белоснежные декоративные элементы постройки.
Аналогичные черты имеет полностью белоснежная церковь Троицы, расположенная в другой усадьбе Нарышкиных, Троице-Лыково, и построенная Яковом Бухвостовым. С именем это крепостного подрядчика связаны и многие другие постройки в нарышкинском стиле. Показательно, что в постройках Бухвостова присутствуют элементы намеренно введённого западноевропейского ордера (соответствующая терминология используется и в подрядной документации), однако применение ордерных элементов отличается от принятого в европейской традиции: главным несущим элементом, как и в древнерусской архитектурной традиции, остаются стены, почти исчезнувшие из виду среди многочисленных элементов декора.
Ещё одним выдающимся строением в нарышкинском стиле являлась построенная гипотетическим зодчим Петром Потаповым для купца Ивана Матвеевича Сверчкова тринадцатиглавая Успенская церковь на Покровке (1696—1699), которой восхищался Бартоломео Растрелли, а Василий Баженов ставил её в один ряд с храмом Василия Блаженного. Церковь была настолько живописна, что по легенде, даже Наполеон, распорядившийся взорвать Кремль, выставил возле неё специальную охрану, дабы она не была поражена начавшимся в Москве пожаром. До настоящего времени церковь не дошла, поскольку была разобрана в 1935—1936 годах под предлогом расширения тротуара.

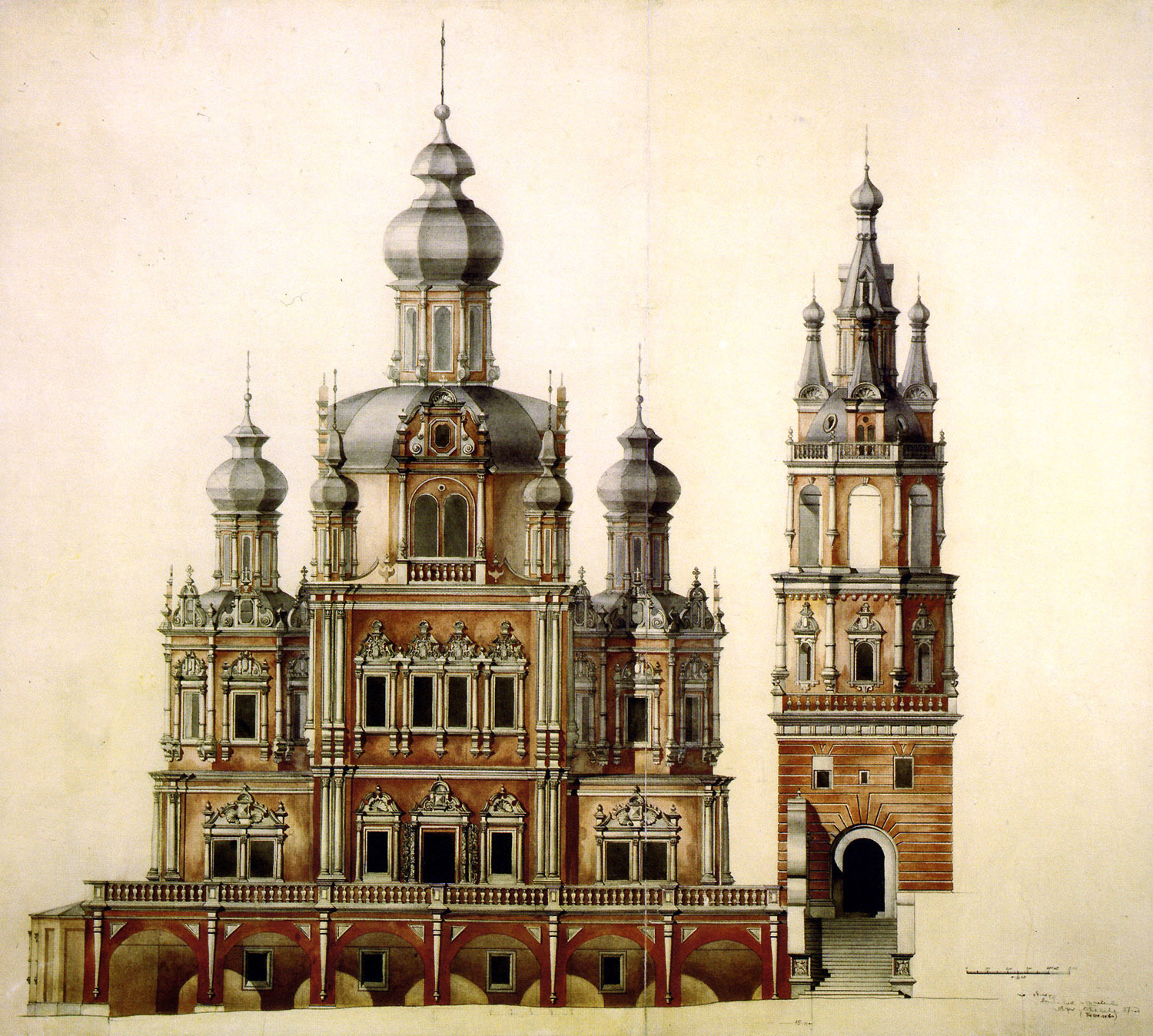
Обмерный чертёж храма Успения на Покровке перед его сносом (1936)

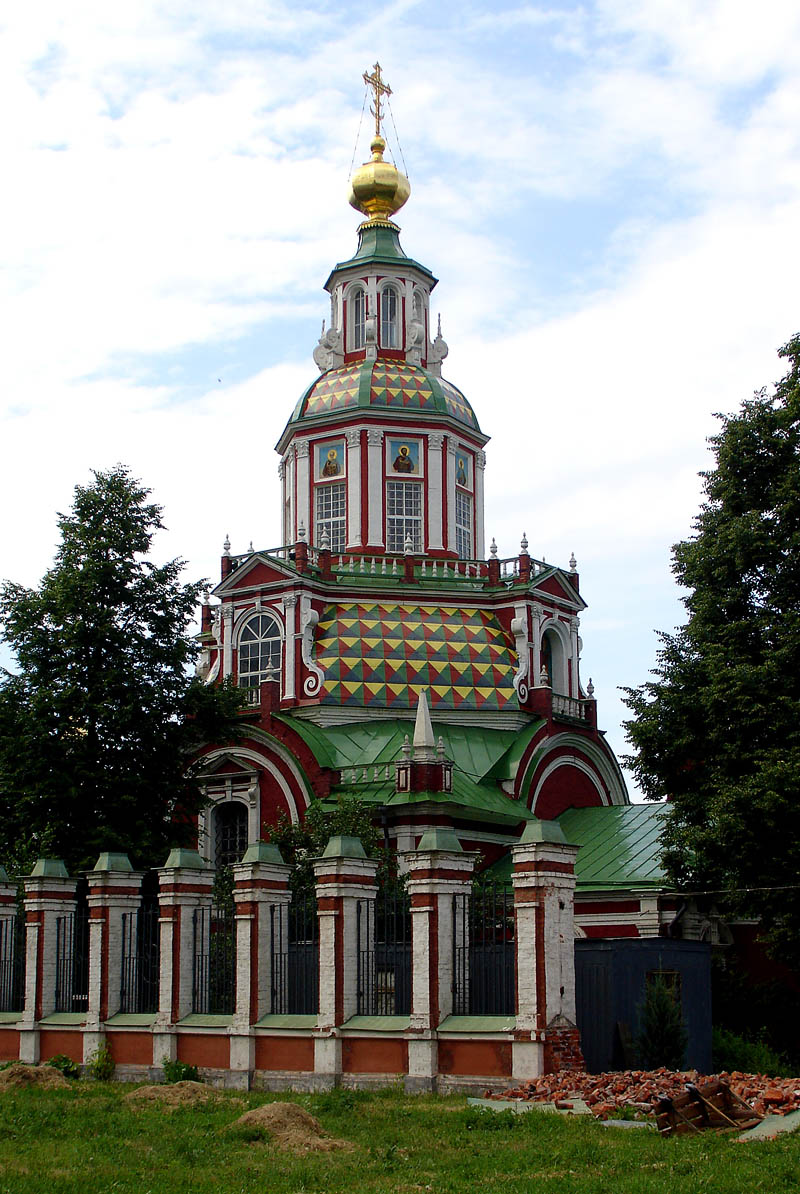
Церковь Иоанна Воина на Якиманке (1706—1713) намечает переход от нарышкинского барокко к петровскому

В традициях нарышкинского стиля были перестроены многие церкви и монастыри, что отразилось, в частности, на ансамблях Новодевичего и Донского монастырей, Крутицкого подворья в Москве. В 2004 г. комплекс Новодевичего монастыря был внесён в список объектов Всемирного наследия ЮНЕСКО, в том числе, в качестве «выдающегося образца так называемого „московского барокко“» (критерий I), а также как «выдающийся пример исключительно хорошо сохранившегося монастырского комплекса, детально отображающий „московское барокко“, архитектурный стиль конца XVII в.» (критерий IV). В монастыре сохранены стены и ряд церквей, построенных либо перестроенных в нарышкинском стиле.
В архитектуре Петербурга начала XVIII в. нарышкинский стиль не получил дальнейшего развития. Однако между нарышкинской архитектурой и петровским барокко Петербурга первой четверти XVIII в. существует определённая преемственность, характерными примерами которой являются здания служившей для светских нужд Сухаревской башни (1692—1701) и церкви Архангела Гавриила или Меншиковой башни (1701—1707) в Москве. В основу композиции Меншиковой башни, построенной зодчим Иваном Зарудным на Чистых прудах в Москве для ближайшего сподвижника Петра I, князя Александра Меншикова, положена традиционная схема, заимствованная из украинской деревянной архитектуры — несколько уменьшающихся кверху поставленных друг на друга ярусных восьмигранников.
В создании архитектуры нарышкинского барокко, в отличие от петровского, отметились в основном русские мастера, что и определило специфичный характер построенных зданий — они представляли собой в большой степени древнерусские по характеру конструкции здания с заимствованными из западноевропейского зодчества деталями, как правило, носившими лишь декоративный характер.

## Значение для русской архитектуры

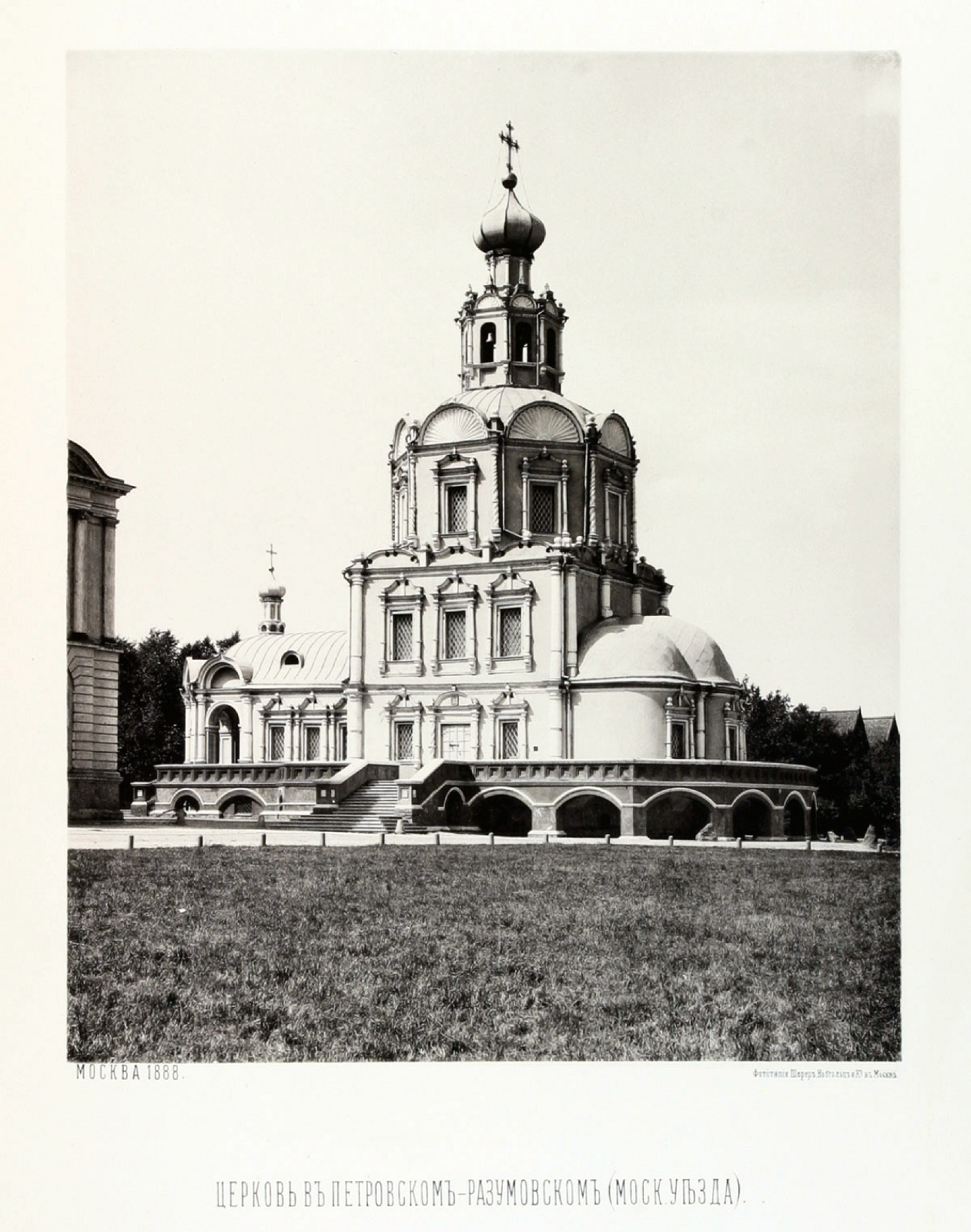
Храм Апостолов Петра и Павла в Петровском-РазумовскомХрам построенный в бывшем имении Прозоровских дедушкой и бабушкой царя Петра Кириллом и Анной Нарышкиными в 1691—1694 году, чей сын Лев Нарышкин, родной дядя царя Петра, был женат на Анне Салтыковой-дочери Марфы Прозоровской

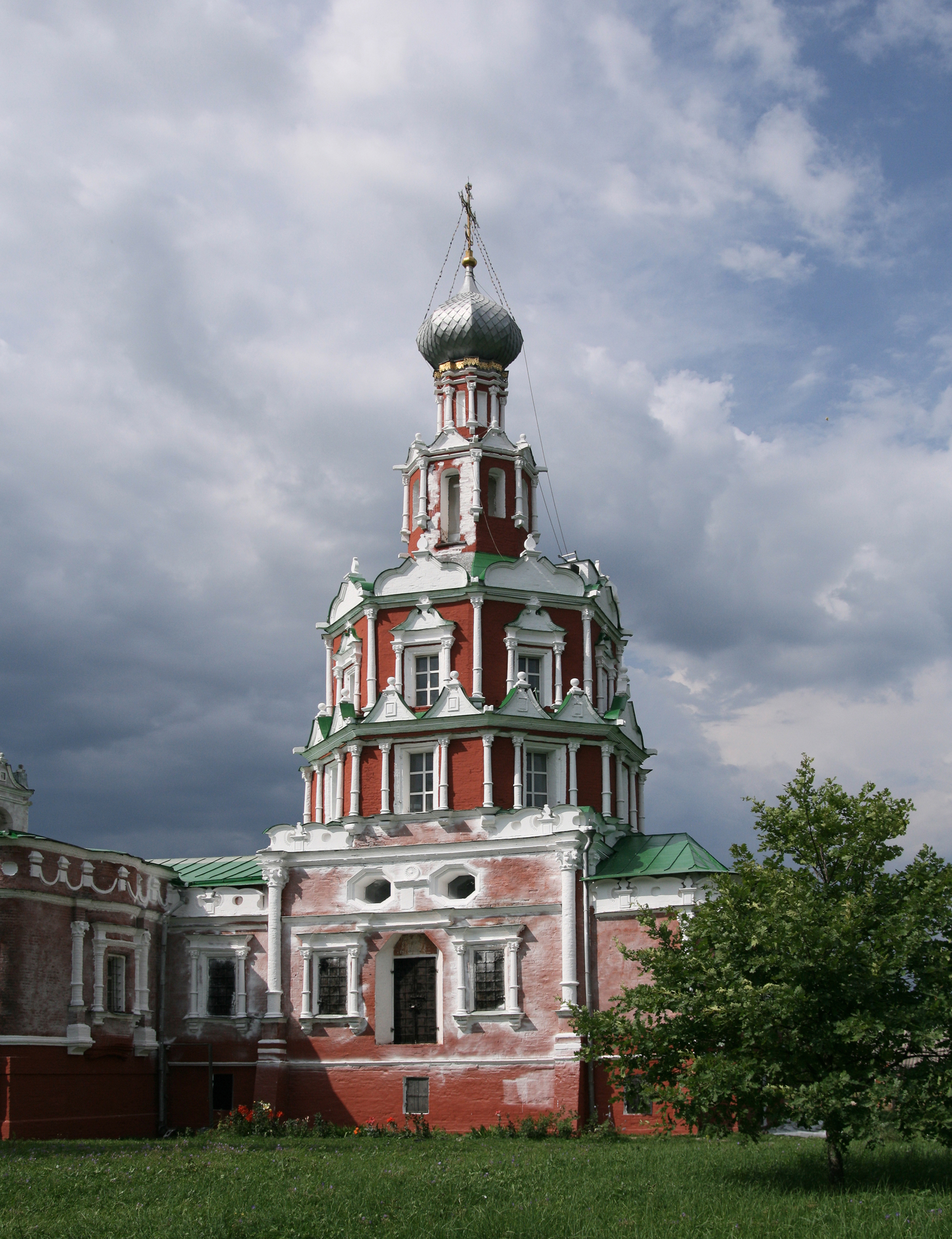
Смоленская церковь (Софрино) построенная в 1690—1698 годах в имении Федора(Александра) Салтыкова, отца царицы Прасковьи(супруги царя Иоанна Алексеевича) и Василия Салтыкова (женатого на княжне Аграфене Прозоровской)

Нарышкинский стиль наиболее сильно сказался на облике Москвы, но он также оказал большое влияние на развитие всей архитектуры России в XVIII в., будучи связующим элементом между архитектурой Москвы и строящегося Санкт-Петербурга. Во многом именно благодаря нарышкинскому стилю был сформирован самобытный образ русского барокко, что особенно отчётливо проявилось в его позднем, елизаветинском периоде: в шедеврах Бартоломео Растрелли-мл. черты московского барокко соединяются с элементами итальянской архитектурной моды того времени, во внешнем убранстве таких московских барочных зданий, как храм Святого Климента (1762—1769 гг., арх. Пьетро Антони Трезини либо Алексей Евлашев), Красные ворота (1742 г., арх. Дмитрий Ухтомский) также видны черты нарышкинской архитектуры, прежде всего, характерное для неё сочетание красного и белого цветов в отделке стен. В провинции здания в «нарышкинской» стилистике строились ещё в начале XIX века.
Позднее, уже в конце XIX в. нарышкинская архитектура, многими воспринимаемая к тому времени как типично русское явление, оказала определённое влияние на формирование русского стиля.

## Список построек
В данном списке в хронологическом порядке перечислены наиболее известные постройки, созданные в нарышкинском стиле.
| Дата постройки           | Постройка                                                     | Архитектор                                    | Местонахождение |
| 1686                     | Церковь Бориса и Глеба                                        | предположительно Яков Бухвостов               | Рязанская область, г. Рязань, Сенная ул., 32                                                                                                   |
| 1687                     | Храм Воскресения Христова в Кадашах                           | Сергей Турчанинов                             | Москва, 2-й Кадашевский пер., 7 |

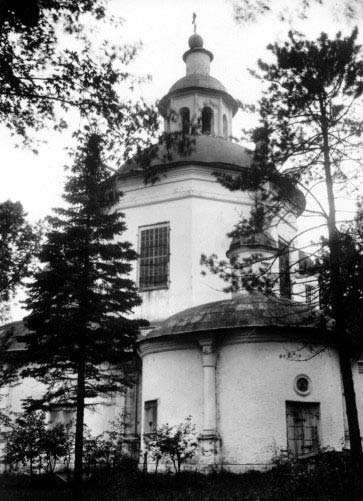
В 1684—1688 годах в подмосковном селе Петровское-Дурнево, имении князей Прозоровских, ставших с апреля 1684 года, родственниками князей Голицыных, была построена Успенская церковь с 12 лепестковым планом в виде голгофского креста, ставшая прообразом многих позднейших построек голицынского и нарышкинского барокко. Автор проекта князь Василий Васильевич Голицын. Церковь многократно посещалась Царем Иваном Алексеевичем с супругой и Царевной Софьей с сестрами.

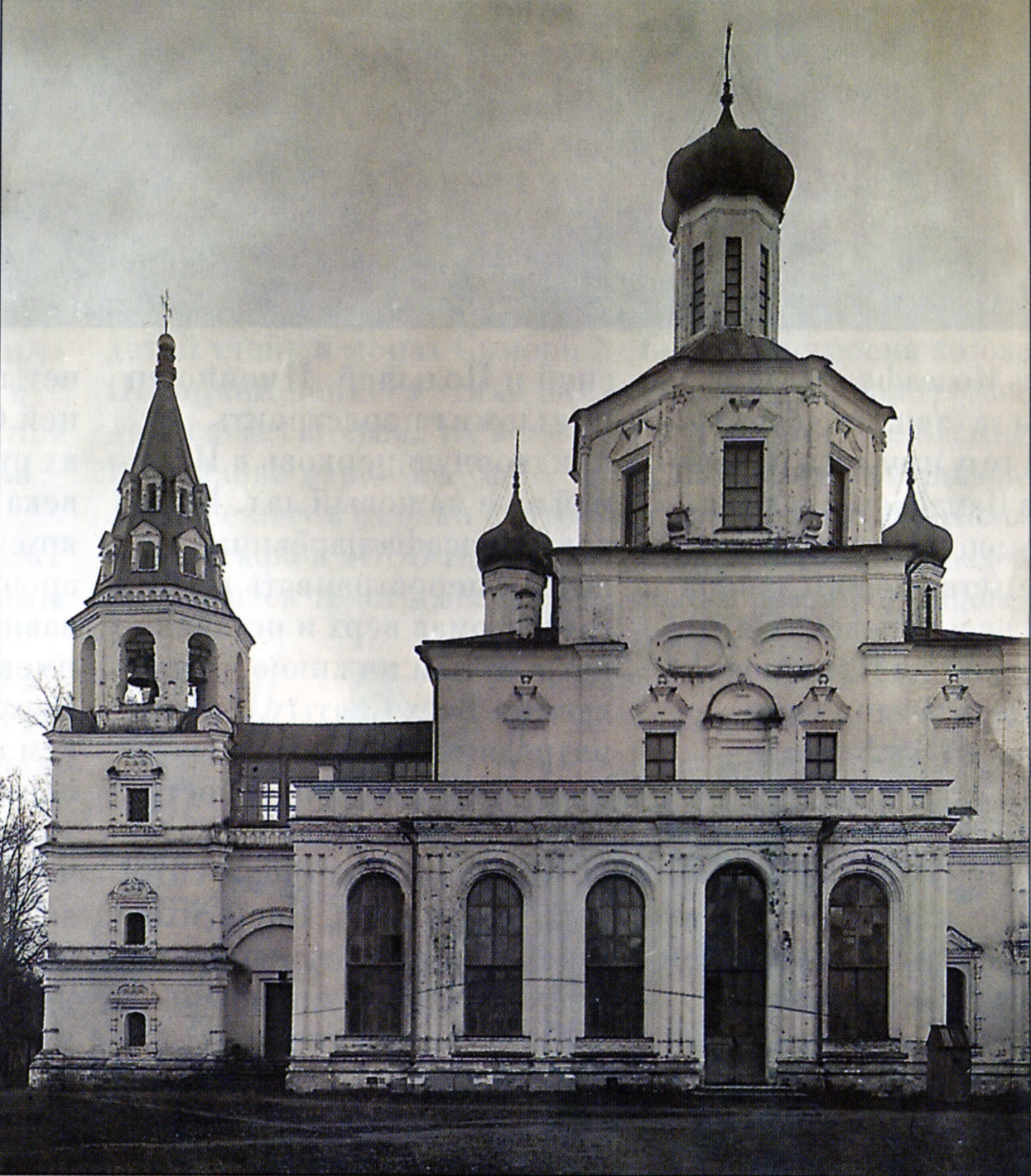
Церковь царевича Иоасафа в Измайлове, в 1678 построенная и в 1685—1687 годах перестроенная царевной Софьей; строительством руководил её фаворит «Великий» Голицын. Позднее перестроена в нижней части и колокольне архитектором Тоном в середине XIX века.

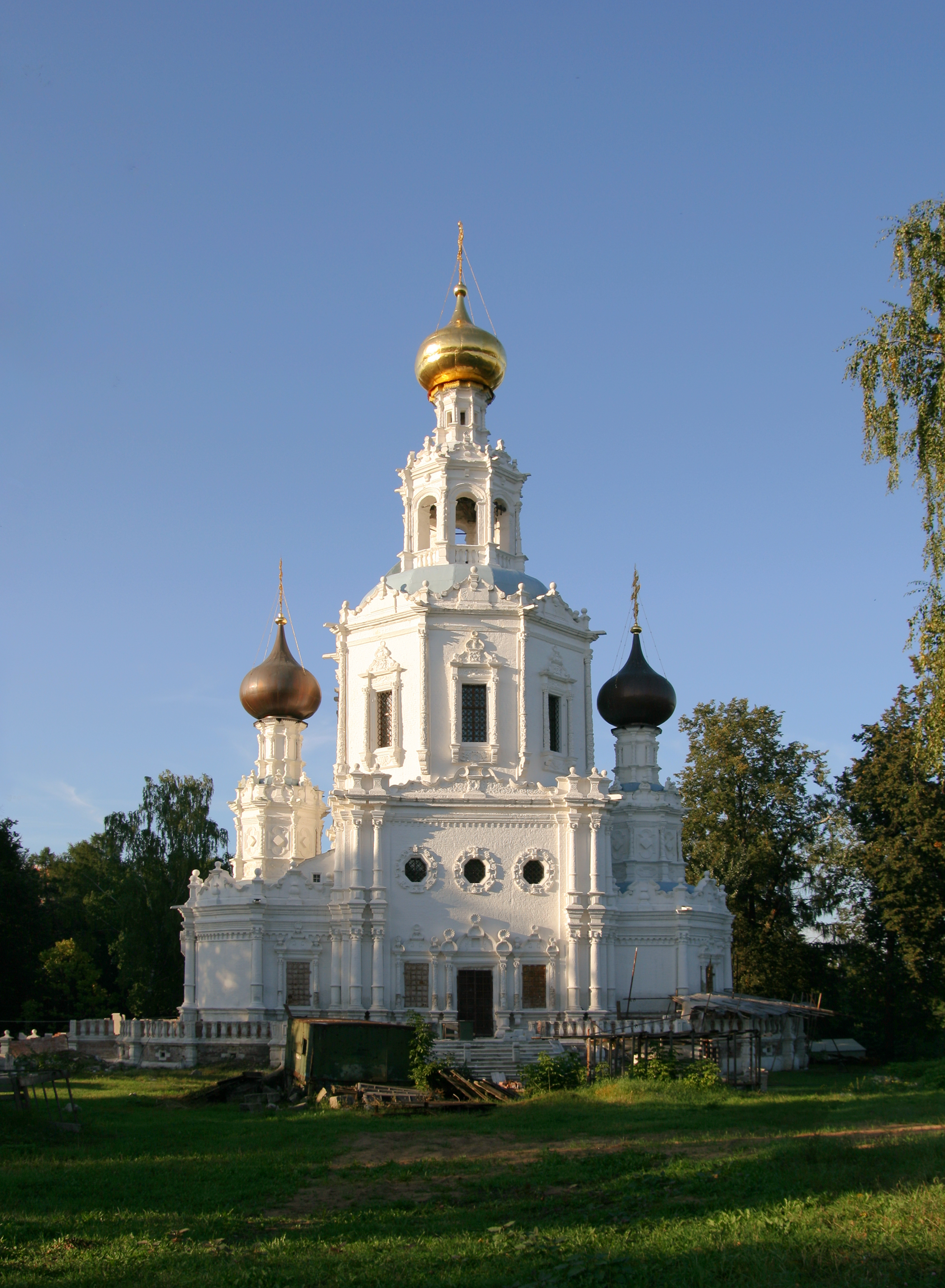
Храм Троицы Живоначальной в Троице-Лыкове (1698—1703).
Мартимьян Нарышкин (родной дядя царя Петра) получил это имение в 1690 году. От первого брака с царевной Евдокией Васильевной Сибирской (†11 апреля 1691 года) у него осталась одна только дочь, ставшая позже женой князя Василия Петровича Голицына. В марте 1697 года, после внезапной смерти 32-хлетнего Мартимьяна, имение наследовал его брат Лев Нарышкин, родной дядя царя Петра, чья жена Анна Салтыкова была дочерью Марфы Прозоровской.

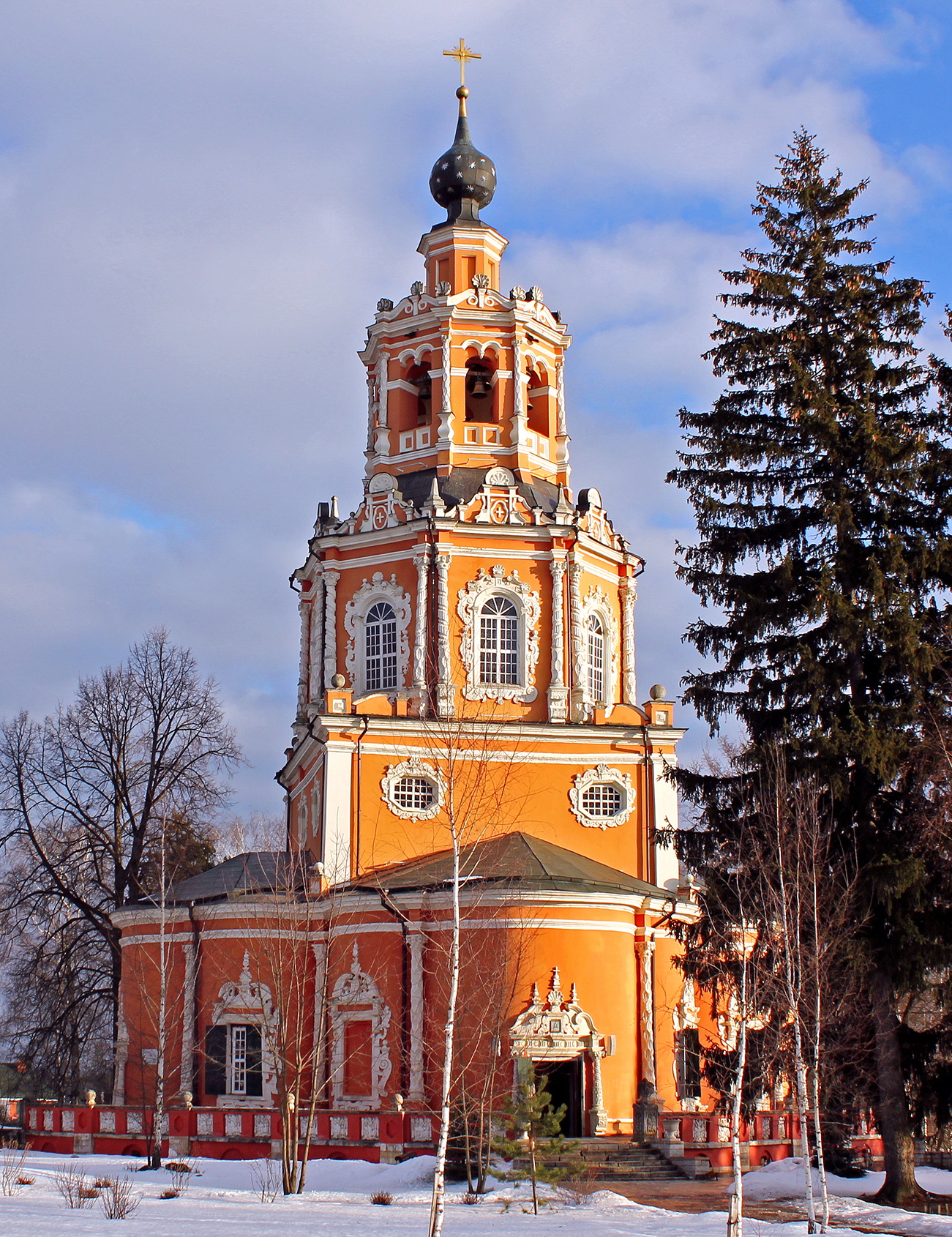
Спасская церковь (Уборы) с 12-тилепестковым планом в виде голгофского креста. Имение Петра Шереметева, во втором браке женившегося на овдовевшей Анне Нарышкиной (Салтыковой), дочери Марфы Прозоровской

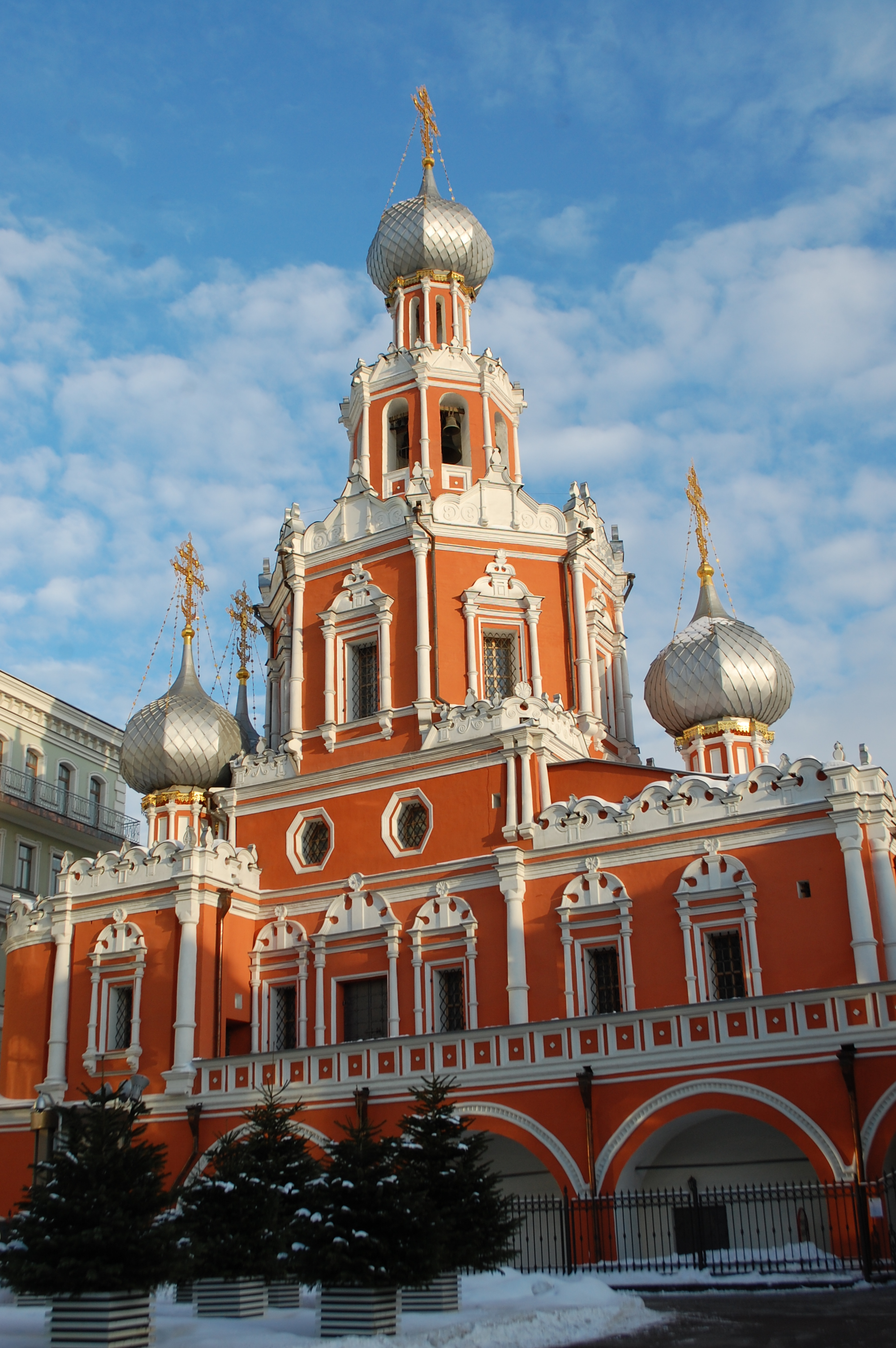
Церковь иконы Божией Матери «Знамение» на Шереметевом дворе (бывшем Нарышкином). Построена в конце 1680-х годов при Льве Нарышкине, родном дяде царя Петра, чья жена Анна Салтыкова была дочерью Марфы Прозоровской

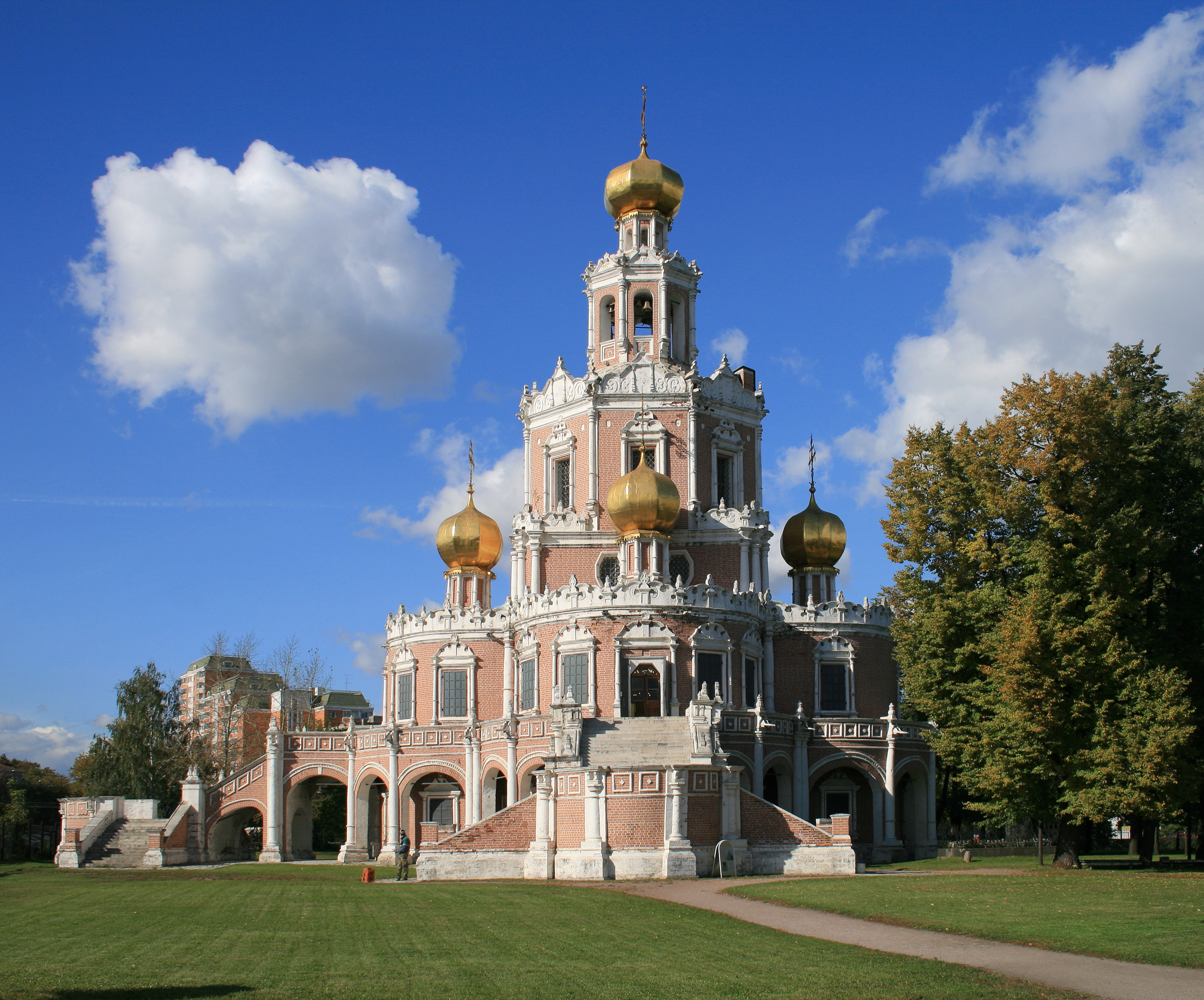
Храм Покрова Пресвятой Богородицы в Филях. До 1690 года это имение принадлежало Милославским, ближайшим родственникам Царевны Софьи. Построена при Льве Нарышкине, родном дяде царя Петра, чья жена Анна Салтыкова была дочерью Марфы Прозоровской

| ок. 1698—1704            | Церковь Бориса и Глеба в Зюзине                               | —                                             | Москва, Перекопская ул., 7 |
| 1685—87                  | Церковь Успения Богородицы в Новодевичьем монастыре           | —                                             | Москва, Новодевичий пр., 1С1 |
| 1683—88                  | Церковь Покрова Пресвятой Богородицы в Новодевичьем монастыре | —                                             | Москва, Новодевичий пр., 1С1 |
| 1688—89                  | Церковь Святого Духа в Солотчинском монастыре                 | предположительно Яков Бухвостов               | Рязанская область, Рязанский район, пос. Солотча                                                                                               |
| 1691                     | Церковь «Знамения» на Шереметевом дворе                       | —                                             | Москва, Романов пер., 2 (во дворе) |
| 1691                     | Церковь Смоленской иконы Богоматери в Софрине                 | —                                             | Московская область, Пушкинский район, с. Софрино.                                                                                              |
| 1693                     | Церковь Св. Сергия в Могутове                                 | —                                             | Московская область, Наро-Фоминский район, с. Могутово.                                                                                         |
| 1692—95, разр. в 1934    | Сухарева башня                                                | Михаил Чоглоков                               | Москва, в районе перекрёстка Сухаревской пл. и проспекта Мира                                                                                  |
| 1690—96                  | Покровская надвратная церковь в Высоко-Петровском монастыре   | —                                             | Москва, ул. Петровка, 28 |
| 1693—96                  | Церковь Покрова в Филях                                       | —                                             | Москва, Новозаводская ул., 6 |
| 1696                     | Церковь Живоначальной Троицы в Хохлах                         | —                                             | Москва, Хохловский пер., 12 |
| 1696                     | Церковь Архангела Михаила в Станиславле                       | —                                             | Московская область, Ленинский район, с. Станиславль.                                                                                           |
| 1690—97, разр. в 1941    | Надвратный храм Новоиерусалимского монастыря                  | Яков Бухвостов                                | Московская область, Истринский район, г. Истра, на территории сегодняшнего «Историко-архитектурного и художественного музея „Новый Иерусалим“» |
| 1694—97                  | Спасская церковь в Уборах                                     | Пётр Шереметев, Кузьма Бакров, Яков Бухвостов | Московская область, Одинцовский район, с. Уборы                                                                                                |
| 1684-98                  | Большой собор Донской иконы Божией Матери в Донском монастыре | —                                             | Москва, Донская пл., 1 |
| 1697—1698                | Церковь Казанской иконы Божией Матери в Узком                 | Осип Старцев                                  | Москва, Профсоюзная ул., 123Б |
| 1698                     | Надвратная церковь Иоанна Предтечи в Солотчинском монастыре   | —                                             | Рязанская область, Рязанский район, пос. Солотча                                                                                               |
| 1693—99                  | Успенский собор Рязанского кремля                             | Яков Бухвостов                                | Рязанская область, г. Рязань, Кремль |
| 1696—99, разр. в 1935—36 | Церковь Успения Пресвятой Богородицы на Покровке              | Пётр Потапов                                  | Москва, ул. Покровка, рядом с д. 5 (бывший дом причта церкви)                                                                                  |
| 1696—1701                | Церковь Николая Чудотворца в Венев-Никольском монастыре       | —                                             | Тульская область, село Венев-Монастырь |
| 1700                     | Церковь Богоявления Господня в Костине                        | —                                             | Рязанская область, Рыбновский район, с. Костино.                                                                                               |
| 1702                     | Церковь Троицы в Конобееве                                    | —                                             | Московская область, Воскресенский район, с. Конобеево.                                                                                         |
| 1693—1703                | Храм Архангела Михаила в Тропарёве                            | —                                             | Москва, просп. Вернадского, 90 |
| 1698—1704                | Церковь Троицы Троице-Лыковом                                 | Яков Бухвостов                                | Москва, Одинцовская ул., 24 |
| 1705                     | Троицкая церковь Ново-Голутвина монастыря                     | —                                             | Московская область, Коломенский район, Коломна, ул. Лазарева, 9-11                                                                             |
| 1705—07                  | Церковь Архангела Гавриила (Меншикова башня)                  | Иван Зарудный                                 | Москва, Архангельский пер., 15 |
| 1703—1708                | Церковь Св. Николая в Озерецком                               | —                                             | Московская область, Дмитровский район, с. Озерецкое.                                                                                           |
| 1708                     | Церковь Смоленской иконы Богоматери в Кривцах                 | —                                             | Московская область, Раменский район, с. Кривцы.                                                                                                |
| 1703—1710                | Церковь Знамения в Холмах                                     | —                                             | Московская область, Истринский район, с. Холмы.                                                                                                |
| 1713                     | Церковь Покрова в Тропарёве                                   | —                                             | Московская область, Можайский район, с. Тропарёво.                                                                                             |
| 1796—1815                | Церковь Иоакима и Анны                                        | —                                             | Ивановская область, Гаврилово-Посадский район, с. Шекшово.                                                                                     |
| 1903—1904                | Воскресенская церковь на Смоленском кладбище                  | Демяновский, Валентин Александрович           | Санкт-Петербург, Васильевский остров, Камская ул., д.11.                                                                                       |

Примечания:
- Следует иметь в виду, что в силу невозможности точного определения стилистических границ нарышкинского стиля, отдельные здания из приведённого списка могут рассматриваться некоторыми исследователями как относящиеся к иным стилям русской архитектуры
- Зелёным отмечены здания, являющиеся памятниками истории и культуры федерального значения
- Розовым цветом отмечены здания, внесённые в Список объектов Всемирного наследия ЮНЕСКО
- Серым цветом отмечены утраченные здания

## Мастера
- Яков Бухвостов
- Иван Зарудный
- Пётр Потапов
- Осип Старцев
- Михаил Чоглоков